# Piaggio
Piaggio je družba, ki izdeluje skuterje in mopede. Z več kot 600.000 izdelanimi vozili letno je četrti največji izdelovalec motociklov na svetu.
Najbolj znani skuterji proizvajalca Piaggio so različice modela Vespa, od mopedov pa različice modelov Ciao. Izdelovali so še modele bravo, si, boss, maxi, vespino...